# Złote Przeboje (album Perfectu)
Złote Przeboje – kompilacja Perfectu wydana w nakładzie 30 000 egzemplarzy w 1998 przez Tonpress. Kompilacja została wydana jedynie na terenie Polski. Album został wydany na płycie kompaktowej i kasecie magnetofonowej.

## Spis utworów[1]
1. „Autobiografia” – 4:39
2. „Wyspa, drzewo, zamek” – 3:23
3. „Nie płacz Ewka” – 5:36
4. „Co za hałas, co za szum” – 3:41
5. „Pocztówka do państwa Jareckich” – 5:01
6. „Druga czytanka dla Janka” – 3:36
7. „Idź precz” – 3:28
8. „A kysz - biała mysz” – 4:05
9. „Chce mi się z czegoś śmiać” – 3:18
10. „Nie bój się tego wszystkiego” – 4:59
11. „Zamieniam się w psa” – 6:06
12. „Moja magiczna różdżka” – 4:20
13. „Dla zasady nie ma sprawy” – 5:51
14. „Chcemy być sobą” – 5:26
15. „Objazdowe nieme kino” – 4:41